# Krivapuszta
Krivapuszta románul: Criva, falu Romániában, Erdélyben, Hunyad megyében.

## Fekvése
Stejvaspatak (Ştei) mellett fekvő település.

## Története
Krivapuszta (Criva) korábban Stejvaspatak (Ştei) része volt, 1910-ben 132 román lakosa volt.1956-ban vált külön településsé 198 lakossal.
1966-ban 100, 1977-ben 85, 1992-ben 58 román lakosa volt, a 2002-es népszámláláskor pedig 38 lakosából 37 román, 1 magyar volt.